# Матјашевци
Матјашевци (словен. Matjaševci, мађ. Szentmátyás) је насеље у општини Кузма, Помурска регија, Словенија.

## Историја
До територијалне реорганизације у Словенији били су у саставу старе општине Мурска Собота.

## Становништво
У попису становништва из 2011. године, Матјашевци су имали 166 становника.
| Број становника према пописима | Број становника према пописима | Број становника према пописима |
| ------------------------------ | ------------------------------ | ------------------------------ |
| 1991                           | 2002                           | 2011                           |
| 249                            | 203                            | 166                            |

## Галерија
- сеоске куће
- пејзаж